# Vincenzo Errante (germanista)
Vincenzo Errante (Roma, 12 febbraio 1890 – Riva del Garda, 25 agosto 1951) è stato un filologo, storico e traduttore italiano.

## Biografia
Nacque dal prefetto palermitano Celidonio Errante dei Baroni della Vanella, e da Maria Rosmini, di origine trentina e parente del filosofo Antonio Rosmini. Il bisnonno Celidonio Errante aveva pubblicato e tradotto alcuni Frammenti di Dicearco da Messina, il nonno Vincenzo, patriota e poi senatore del Regno d'Italia, aveva scritto poesie e monografie storiche.
Già nel 1908, appena terminato il liceo, Vincenzo Errante aveva pubblicato il saggio Giovanni Meli e i suoi tempi, sul poeta siciliano del Settecento, e iniziato un romanzo in stile dannunziano, La colomba nel turbine, che lasciò inedito. Iscritto alla Facoltà di lettere dell'Università di Roma, nel 1911 passò a quella di Padova, dove fu allievo di Vittorio Rossi: in quell'anno pubblicò Il discorso di Ippolito Nievo, la relazione d'una conferenza tenuta a Vicenza sulla sua scoperta di due tragedie inedite del Nievo, I Capuani e lo Spartaco, da lui poi pubblicate qualche anno dopo.
Dopo aver frequentato le lezioni di lingua e letteratura greca di Ettore Romagnoli, si laureò nel 1912 con una tesi di argomento storico, pubblicata nel 1915 con il titolo Forse che sì, forse che no. La terza spedizione del duca Vincenzo Gonzaga in Ungheria alla guerra contro il Turco (1601), studiata su documenti inediti. Il suo interesse per la letteratura tedesca si manifestò nelle conferenze di Vicenza del 1913 e 1914 sul saggio Il romanticismo in Germania e sui Saggi di versione metrica dalle elegie di Wolfgang Goethe e Friedrich Schiller, pubblicati successivamente.

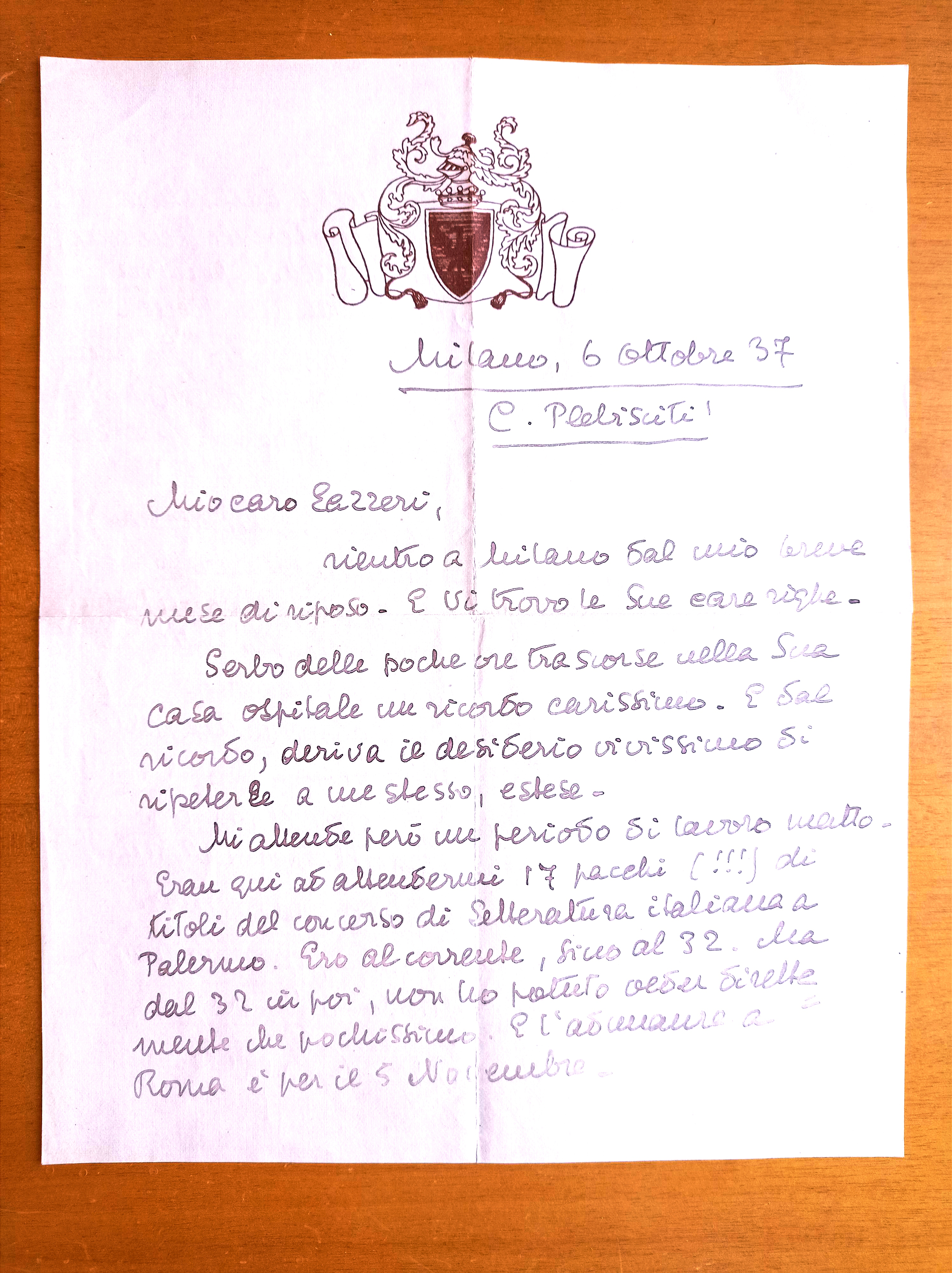
Lettera autografa di Vincenzo Errante a Gerolamo Lazzeri su carta con lo stemma della Famiglia Errante - Collezione Privata - Palermo

Nel 1915 fu chiamato a combattere nella prima guerra mondiale, ottenendo il grado di capitano di complemento d'artiglieria e guadagnandosi nel novembre 1918 una croce al merito di guerra, tramutata nel 1922 in medaglia di bronzo al valor militare.
Risalgono a questo periodo la traduzione del Faust di Lenau e delle poesie del Mare del Nord di Heine, pubblicate nel primo dopoguerra; scopo dichiarato del traduttore è presentare ai moderni lettori le opere del passato «sotto una specie che rechi, dell'epoca, il suggello spirituale e formale», essendo ogni opera di poesia «una entità che nel susseguirsi delle generazioni passa per una serie di successive metamorfosi».
Nel 1922 vinse il concorso per la cattedra di letteratura tedesca all'Università di Pavia, e vi tenne la prolusione inaugurale su Goethe, interpretato alla luce del superuomo di Nietzsche. Nel 1925 si trasferì a Milano, dove ricoprì diversi incarichi: fu direttore della casa editrice Unitas, condirettore della Mondadori e membro del comitato direttivo della «Rivista d'Italia»; i suoi interessi si concentrarono sulla poesia di Rilke, con traduzioni e il saggio Rilke. Storia di un'anima e di una poesia, del 1930. 
Nel 1925 ricevette il titolo di cavaliere dell'Ordine dei Santi Maurizio e Lazzaro.
Nel 1932 succedette nella cattedra di letteratura tedesca dell'Università degli Studi di Milano al Borgese, che aveva lasciato l'Italia per gli Stati Uniti in segno di protesta contro il regime.

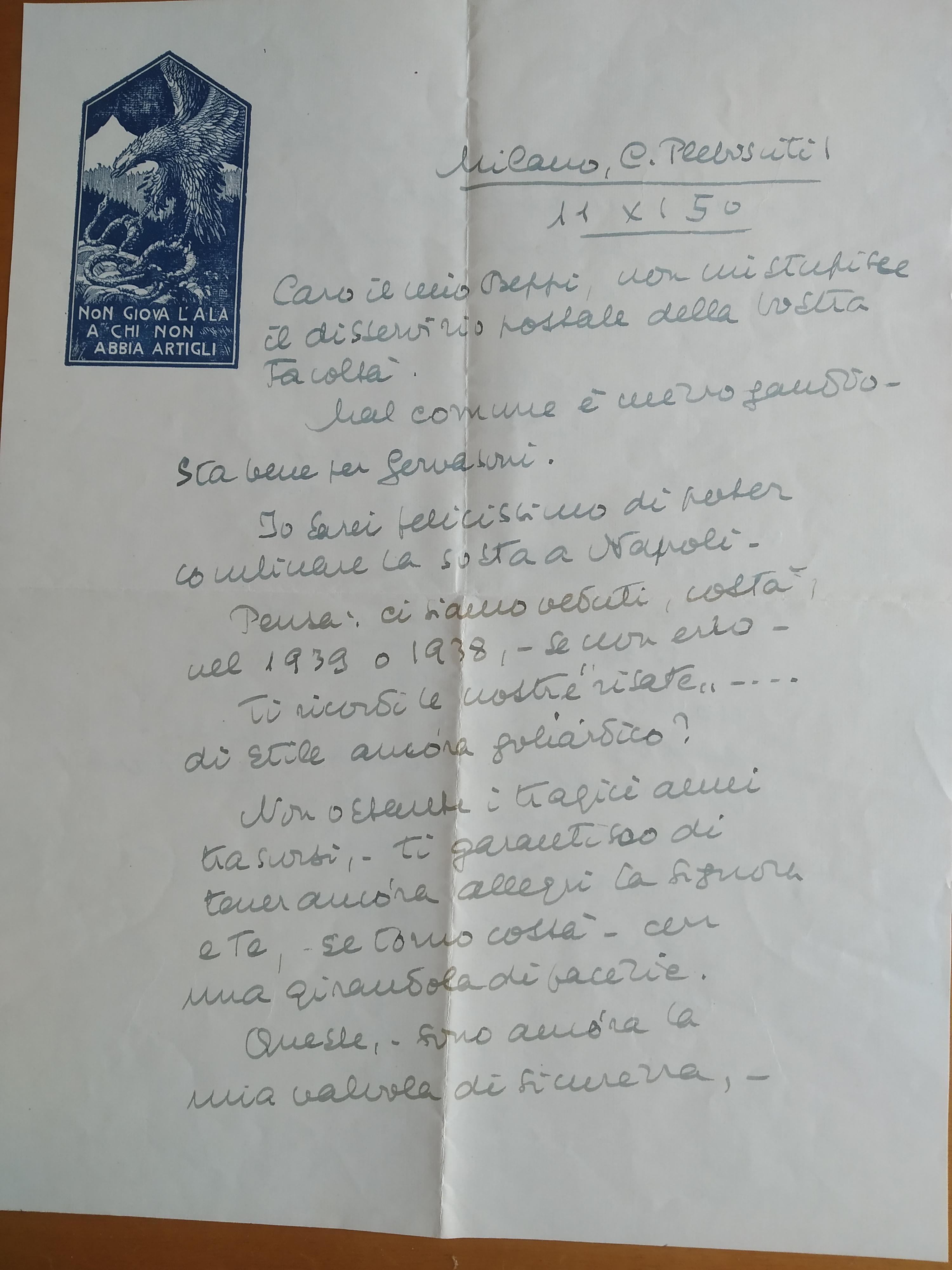
Lettera autografa di Vincenzo Errante all'amico Giuseppe Toffanin su carta con il suo motto "Non giova l'ala a chi non abbia artigli" - Collezione Privata - Palermo

Nel 1928 cominciò la collaborazione con la casa editrice UTET di Torino, per la quale progettò, insieme a Fernando Palazzi, alcune grandi e diffusissime opere, tra le quali la collana per ragazzi La scala d'oro, l'Enciclopedia della famiglia e Il tesoro del ragazzo italiano.
A questi anni risalgono altre traduzioni di autori tedeschi, da Hölderlin a Hofmannsthal, dal Tristano e Isotta di Wagner al Faust di Goethe, passando per due monografie sullo stesso Goethe e sul Lenau, oltre a un'antologia per le scuole secondarie e alla direzione di un'enciclopedia per ragazzi.
Dopo la seconda guerra mondiale si avvicinò all'opera di Shakespeare, del quale tradusse le tragedie più popolari e, con l'allievo Emilio Mariano, preparò Orfeo, un'antologia di traduzioni.
Nel 1948 sposò l'attrice di teatro Mary Martello. Morì nel 1951 a Riva del Garda ed è sepolto a Torbole, all'esterno della chiesa di Sant'Andrea, in un punto panoramico sul Garda che egli amava frequentare negli ultimi anni di vita.
Fu definito da Valentino Bompiani un «barone siciliano traduttore di Goethe in versi dannunziani».

## Opere

### Saggi
- Giovanni Meli e i suoi tempi, Civitavecchia, 1908
- Il discorso di Ippolito Nievo, Mantova, Eredi Segna, 1911
- Il romanticismo in Germania, in «Rassegna contemporanea», VII, settembre 1914
- "Forse che sì, forse che no". La terza spedizione del duca Vincenzo Gonzaga in Ungheria alla guerra contro il Turco (1601) studiata su documenti inediti, in «Archivio Storico Lombardo», XLII, 1, 1915
- Saggi di versione metrica dalle elegie di Wolfgang Goethe e Friedrich Schiller, Roma, Casa Editrice Italiana, 1918
- Novalis e Dehmel. Appunti critici, Padova, Tipografia del Seminario, 1919
- Lenau e i canti dei giunchi, Bologna, Zanichelli, 1922
- Il mito di Faust: dal personaggio storico al poema di Goethe, 3 voll., Bologna, Zanichelli, 1924
- Rilke. Storia di un'anima e di una poesia, Milano, Alpes, 1930; Firenze, Sansoni, 19422
- La baccante di Maurice de Guérin. Studio critico e traduzione, Siracusa, Istituto Nazionale del dramma antico, 1932
- Orientamento allo studio dei poeti stranieri, Milano, Arti grafiche, 1933
- La personalità di Goethe e lirica goethiana, Milano, Vincenzo Colonnello, 1933
- Lenau. Storia di un martire della poesia, Milano-Messina, Principato, 1935
- Orazione in vita eterna di Gabriele D'Annunzio, Milano, Vincenzo Colonnello, 1938
- Il tesoro del ragazzo italiano. Enciclopedia illustrata diretta da V. Errante e F. Palazzi, 8 voll., Torino, Utet, 1939-1947; 10 voll., 1948-572; 9 voll., 1960-623; 1965-664; 1968-695
- La lirica di Hölderlin, 2 voll., Milano-Messina, Principato, 1940
- Il mito di Faust, 3 voll, Firenze, Sansoni, 1951-1952
- Orazione commemorativa di Sem Benelli, Milano, Ariel, 1953

### Edizioni e traduzioni

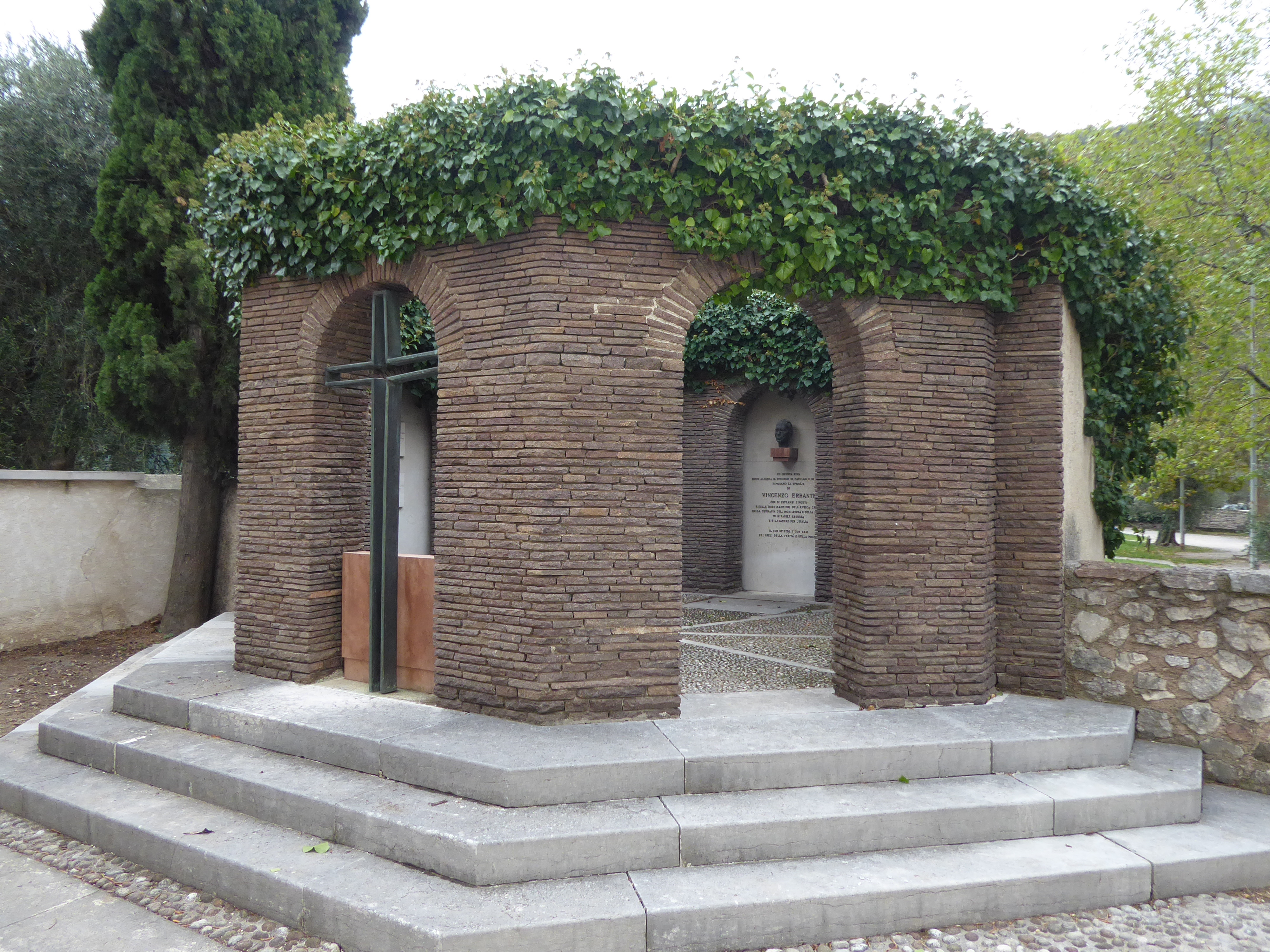
Il monumento funebre a Torbole sul Garda (Nago-Torbole)

- Ippolito Nievo, I Capuani, tragedia inedita a cura di V. Errante, Lanciano, Carabba, 1914
- Franz Grillparzer, Saffo: poema tragico in cinque atti, riduzione dal tedesco in versi e introduzione di V. Errante, Lanciano, Carabba, 1915
- Nicolaus Lenau, Faust: poema, riduzione dal tedesco in versi italiani di V. Errante, Roma, Casa Editrice Italiana, 1919
- Ippolito Nievo, Spartaco, tragedia inedita a cura di V. Errante, Lanciano, Carabba, 1919
- Franz Grillparzer, Il vello d'oro: trilogia tragica, riduzione dal tedesco in versi italiani e introduzione storico-critica di V. Errante, 2 voll., Lanciano, Carabba, 1920
- Heinrich Heine, Il Mare del Nord, traduzione in versi e prefazione di V. Errante, Firenze, Le Monnier, 1920
- Heinrich von Kleist, Pentisilea, traduzione in versi di V. Errante, Firenze, Le Monnier, 1921
- Eschilo, Prometeo incatenato, traduzione in versi e introduzione di V. Errante, Milano, Mondadori, 1926
- Johann Wolfgang von Goethe, Ifigenia in Tauride, traduzione in versi e introduzione di V. Errante, Milano, Unitas, 1926; poi Firenze, Sansoni, 1949
- Maurice de Guérin, Il centauro, traduzione di V. Errante, Milano, Edizioni del liocorno, 1932
- Friedrich Hölderlin, L'arcipelago, traduzione di V. Errante, Firenze, 1935
- Hugo von Hofmannsthal, Liriche, traduzione di V. Errante, Genova, 1936
- Gemme: antologia per le scuole medie inferiori, Milano, Ceschina, 1937
- Richard Wagner, Tristano e Isotta, riduzione in versi italiani di V. Errante, Milano, Fratelli Treves, 1938
- Johann Wolfgang von Goethe, Faust, traduzione in versi di V. Errante, 2 voll., Firenze, Sansoni, 1942
- Novalis, Inni alla notte, riduzione in versi italiani di V. Errante, Milano, Domus, 1942
- I carmi di Catullo scelti e nuovamente tradotti in versi da V. Errante, 2 voll., Milano, Hoepli, 1945
- William Shakespeare, La tragedia di Macbeth, traduzione di V. Errante, Firenze, Sansoni, 1946
- William Shakespeare, La tragedia di Giulio Cesare, traduzione di V. Errante, Firenze, Sansoni, 1946
- William Shakespeare, La tragedia di Otello, traduzione di V. Errante, Firenze, Sansoni, 1946
- William Shakespeare, La tragedia di Re Lear, traduzione di V. Errante, Firenze, Sansoni, 1946
- William Shakespeare, La tragedia di Romeo e Giulietta, traduzione di V. Errante, Firenze, Sansoni, 1947
- William Shakespeare, La tempesta, traduzione di V. Errante, Firenze, Sansoni, 1947
- William Shakespeare, Il sogno di una notte d'estate, traduzione di V. Errante, Firenze, Sansoni, 1948
- William Shakespeare, Il mercante di Venezia, traduzione di V. Errante, Firenze, Sansoni, 1948
- William Shakespeare, La tragedia di Amleto principe di Danimarca, traduzione di V. Errante, Firenze, Sansoni, 1949
- Orfeo: il tesoro della lirica universale interpretato in versi italiani, a cura di V. Errante e E. Mariano, Firenze, Sansoni, 1949; 19502; 19523
- Parnassiani e simbolisti francesi, liriche scelte e tradotte da V. Errante, Firenze, Sansoni, 1953